# MOV Van Kinsbergen (1999)
Het Marine Opleidingsvaartuig (MOV) Van Kinsbergen is een Nederlands schip waarmee de nautische praktijktraining voor de Koninklijke Marine wordt verzorgd. Het schip is hier specifiek voor gebouwd en uitgerust. Het schip beschikt naast de navigatiebrug over een secundaire, volledig uitgeruste trainingsbrug. Het schip biedt plaats aan maximaal 16 cursisten. De hoofdgebruiker is het Koninklijk Instituut voor de Marine. Toekomstige zeeofficieren (adelborsten) worden op deze manier praktische vaardigheden bijgebracht die nodig zijn om als officier van de wacht op de brug van een marineschip te kunnen werken. Ook wordt het ingezet tijdens de jaarlijkse vaarperiode - de “kruisreis” - waarbij samen met een flottielje mijnenjagers een langere trainingsreis van zo’n 5 weken wordt ondernomen.
De MOV van Kinsbergen is een van de twee schepen die voor trainingsdoeleinden worden gebruikt door het Koninklijk Instituut voor de Marine. Het tweede schip is de Zr.Ms. Urania.

## Geschiedenis

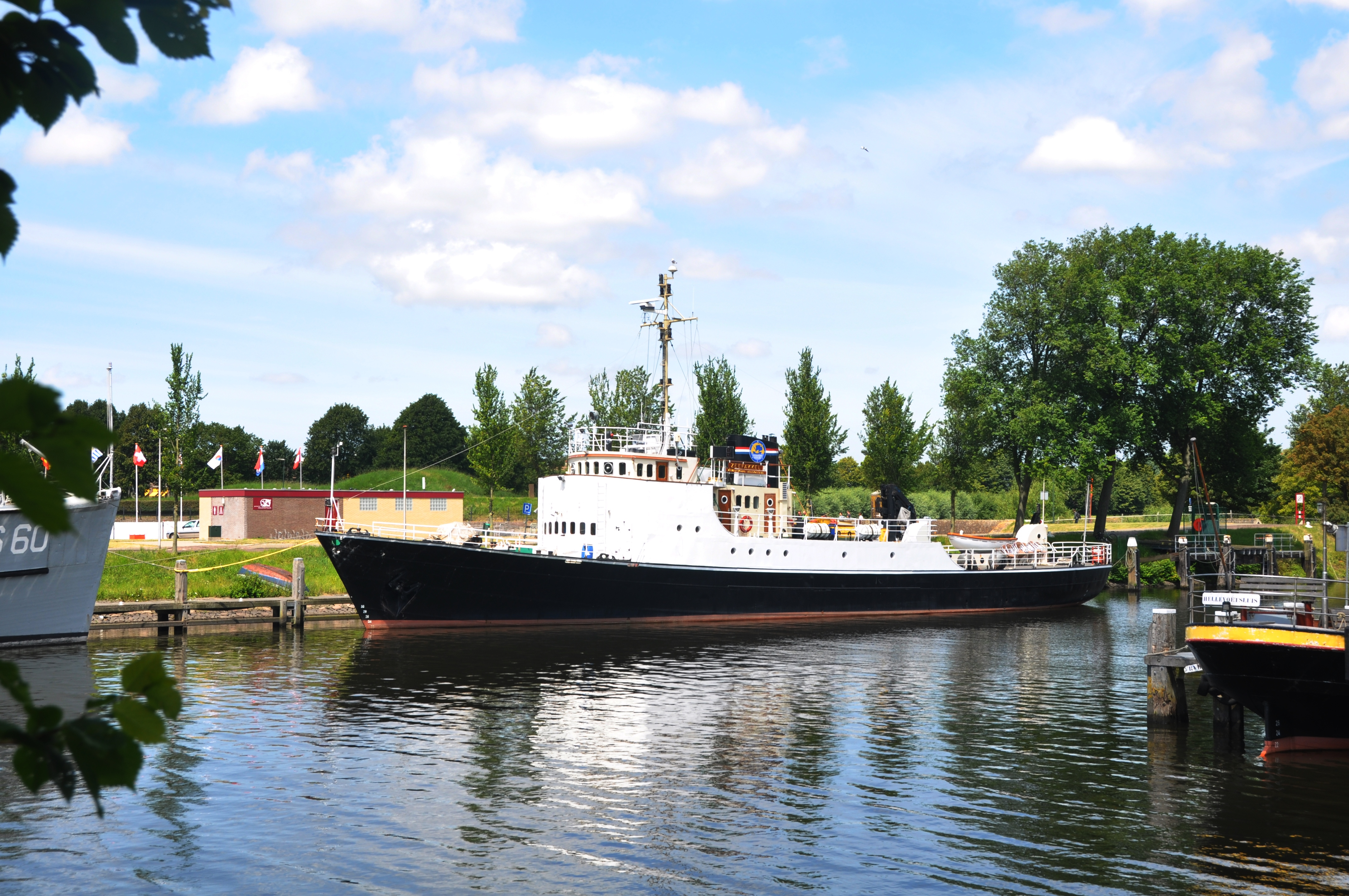
Rijks Instructie Vaartuig Zeefakkel

Op 2 november 1999 is het schip te Den Helder gedoopt, overgedragen aan de Koninklijke Marine en in dienst gesteld bij het KIM. Vanaf 15 november 1999 wordt de taak van opleidingsvaartuig uitgevoerd door de Van Kinsbergen, dat dient als vervanger voor het verouderde Rijks Instructie Vaartuig Zeefakkel.